# Mandorla

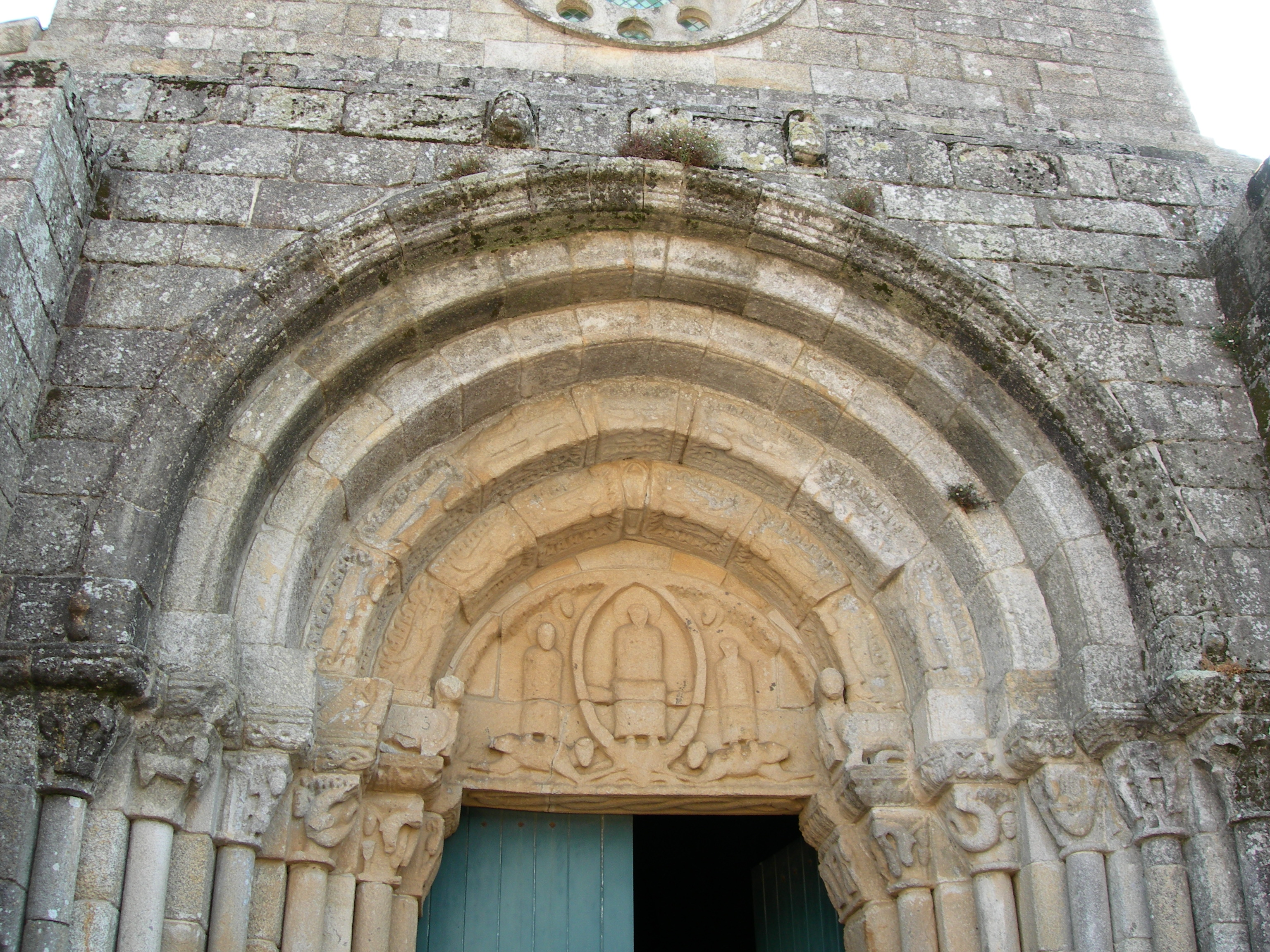
Tímpano do portal da Igreja de São Pedro de Rates, Portugal. A figura de Cristo encontra-se envolta por uma mandorla.

A mandorla é uma auréola oval, em forma de amêndoa ("mandorla" em italiano), que envolve normalmente uma representação de Jesus Cristo.